# Belle Plaine, Wisconsin
Belle Plaine là một thị trấn thuộc quận Shawano, tiểu bang Wisconsin, Hoa Kỳ. Năm 2010, dân số của thị trấn này là 1.796 người.